# TuS Celle 92
Der TuS Celle 92 (offiziell: Turn- und Sportverein Celle von 1992 e.V.) ist ein Sportverein aus Celle in Niedersachsen. Die Tischtennismannschaft der Männer stieg 2018 in die 2. Bundesliga auf.

## Geschichte
Im Jahre 1921 gründeten sich die SV Niedersachsen Celle und Celler Sportclub, die drei Jahre später zur Spielvereinigung 1921 Celle fusionierten. Noch älter ist die im Jahre 1899 gegründete Freie Turnerschaft Celle, die im Jahre 1933 von den Nationalsozialisten verboten wurde. Am 17. Oktober 1945 gründeten Mitglieder der Spielvereinigung und ehemalige Mitglieder der Freien Turnerschaft den TuS Celle. Im Jahre 1992 spaltete sich die Fußballabteilung als TuS Celle FC ab, während der Restverein den Namen TuS Celle 92 annahm. Der TuS Celle 92 bietet neben Tischtennis noch Aikidō, Basketball, Judo, Ju-Jutsu, Kendō, Lauftreff, Leichtathletik, Radsport, Taekwondo, Taijiquan und Turnen an.

### Tischtennis
Die Männermannschaft stieg im Jahre 2012 in die Regionalliga Nord auf und schaffte drei Jahre später den Sprung in die 3. Liga Nord. Dort wurde die Mannschaft im Jahre 2017 Vizemeister hinter dem TTC Grünweiß Bad Hamm. Ein Jahr später gelang als Meister der Aufstieg in die 2. Bundesliga. 2020 zog der Verein die Mannschaft in die Regionalliga Nord zurück. In der Saison 2023/2024 gelang als Meister der Regionalliga Nord der Wiederaufstieg in die 3. Bundesliga.

### Leichtathletik
Frank Luckmann wurde bei den Deutschen Meisterschaften 1990 in Düsseldorf Achter im 10.000-Meter-Lauf.

## Persönlichkeiten
- Philipp Floritz
- Nils Hohmeier